# Joué-lès-Tours
Joué-lès-Tours és un municipi francès, situat al departament d'Indre i Loira i a la regió de Centre - Vall del Loira. L'any 1999 tenia 36.517 habitants.